# 凯瑟琳·帕特里奇
凯瑟琳·帕特里奇（英語：Kathleen Partridge，1963年12月7日—2021年9月13日），澳大利亚女子曲棍球运动员。她曾代表澳大利亚国家队参加1988年和1992年夏季奥林匹克运动会曲棍球比赛，其中1988年奥运会获得一枚金牌。